# Башков (Долж)
Башков (рум. Bașcov) насеље је у Румунији у округу Долж у општини Сопот. Oпштина се налази на надморској висини од 134 m.

## Становништво
Према подацима из 2002. године у насељу је живело 369 становника, од којих су сви румунске националности.